# 窝北镇
窝北镇，是中华人民共和国河北省沧州市肃宁县下辖的一个乡镇级行政单位，位于肃宁县城东南10公里处，辖24个行政村，面积60.8平方公里，耕地7.16万亩，人口3.46万人。

## 行政区划
窝北镇下辖以下地区：
窝北村、索家佐村、新村、垣城南村、冯家村、许家村、南李家村、荆轲村、雪村、北于家庄村、顶汪村、寺阁庄村、刘家前头村、刘家疃村、大王庄村、紫洋口村、东宋家庄村、大张家庄村、百道口村、杏园村、杨家庄村、西柴里村、东柴里村和东芝兰村。

## 交通
肃献路东西穿越，白窝路南北穿越。

## 经济
2010年，蔬菜播种面积达到25000亩。另有食品加工、针织特色产业。

## 文化
大王庄村被首批命名为村级“中国杂技之乡”。汉武垣城遗址位于垣城南村北。

## 名人
- 口技大师画眉张
- 汉武帝爱妃、汉昭帝之母钩弋夫人